# Ledro
Ledro je obec v Itálii v provincii Trentino zaujímající plochu stejnojmenného údolí (Valle di Ledro) a kolmého bočního údolí Val di Concei, na březích stejnojmenného jezera (Lago di Ledro) zhruba 470 km severně od Říma a 36 km jihozápadně od Tridentu.
Obec ve své nynější podobě vznikla 1. ledna 2010 sloučením dosavadních obcí Bezzecca, Concei, Molina di Ledro, Pieve di Ledro, Tiarno di Sopra a Tiarno di Sotto na základě výsledků referenda z 30. listopadu 2008.
Obec je tak nyní tvořena následujícími sídelními jednotkami: Tiarno di Sopra, Tiarno di Sotto, Pieve di Ledro, Bezzecca, Enguiso (do 31. prosince 2009 součást obce Concei), Lenzumo (Concei), Locca (Concei), Molina di Ledro, Biacesa (Molina di Ledro), Pré di Ledro (Molina di Ledro), Mezzolago (Pieve di Ledro) a Legos (Molina di Ledro).

## Světové kulturní dědictví
Pozůstatky kolových staveb na břehu Ledrenského jezera v Molině di Ledro jsou od roku 2011 jako součást souboru 111 archeologických památek tohoto druhu na seznamu Světového dědictví UNESCO.

## Partnerské obce a města
Obec Ledro a další obce ve Valle di Ledro udržují partnerské vztahy s městem Mühlheim v německém Bádensku a českými obcemi a městy Buštěhrad, Doksy, Chyňava, Milín, Nový Knín, Příbram, Ptice a Všeň.
- Chyňava
- Buštěhrad
- Milín
- Nový Knín
- Příbram
- Ptice
- Všeň
- Mühlheim Německo